# 후쿠엔 미사토
후쿠엔 미사토(일본어: 福圓 美里, 1982년 1월 10일 ~ )는 일본의 여성 성우이다. 시그마 세븐 소속. 성우활동외에도 '오토메기획 쿠로지☆'라는 연극 프로듀스 유닛을 결성, 연극 활동도 겸하고 있다. 애칭은 미사통(ミサトン)이다. 이전 사쿠라기 미사토(桜木 美里)라는 예명으로 활동한 경력이 있다.

## 출연작
※ 굵은 글씨는 주인공 또는 주요 인물.

### TV 애니메이션
2000년
- BOYS BE… (쿠리하라 아야)

2001년
- 신백설공주전설 프리티어 (하지메)

2002년
- 포츈독스 (시나)

2003년
- E's Otherwise (라파엘)
- 마탐정 로키 라그나로크 (엣쨩(뿌냥))
- 모두 착한 아이에요 (리치)
- 배틀 프로그래머 시라세 (아마노 미사오)
- 큐빅스 (민우/아야노코지 타쿠미)

2004년
- 걸즈 브라보 first season (히카게)
- 라즈베리 타임즈 (샌디)
- 몬스터 (마틴(소년역))
- 메조 TV시리즈 (카나코)
- 사무라이 참프루 (아이)
- 아따맘마 (사촌아이, 히로군)
- 아쿠아 키즈 (팜, 시크)
- 유메리아 (코네코)
- 이니셜D Fourth Stage (여자B)
- 창궁의 파프너 (타테가미 세리)
- 카레이도 스타 새로운 날개 (사야카)
- 하나우쿄 메이드대 La Verite (여자아이)
- 학원앨리스 (헤드폰군)

2005년
- UG☆얼티메이트 걸 (코하루노 실크)
- 걸즈 브라보 second season (히카게)
- 교향시편 유레카7
- 극상학생회 (아오키 마미)
- 도라에몽 (미즈)
- 딸기 마시마로 (노부에의 친구)
- 블랙잭 (여학생)
- 블랙캣 (이브, 티아유 루나틱)
- 신비한 별의 쌍둥이 공주 (리오네)
- 지옥소녀 (메구로)
- 짱구는 못말려 (원아, 레이나 등)
- 카미츄 (팀시아와세-쵸)

2006년
- REC (성우A, 주연성우)
- 두 사람은 프리큐어 Splash Star (토모야)
- 레드가든 (리즈 헤리엇 메이어)
- 마법식당 챠라포탄 (푸, 모치)
- 매지널 프린스 ~월계수의 왕자들~ (어린 하루야)
- 블랙잭 (간호사)
- 빙쵸탄 (치쿠린)
- 신비한 별의 쌍둥이 공주 꼬옥! (리오네)
- 슈발리에 (베르)
- 여고생 GIRL'S-HIGH (아이코)
- 은하철도이야기 ~영원의 분기점~ (리나)
- 유리함대 (무대회의 여자1)
- 유성의 록맨 (히비키 미소라)
- 워킹맨! (나기사 마요)
- 위치블레이드 (사사키 유우키)
- 짱구는 못말려 (하루노 실크)
- 천하무적 크래쉬 비드맨 (로이)
- 축!(해피☆럭키) 빅쿠리 맨 (쇼텐 테라)
- 코드 기어스 반역의 를르슈 (여학생)

2007년
- 게게게노키타로(제5작) (카즈오)
- 기신대전 기간틱 포뮬러 (에리)
- 도라에몽 (총리 아들)
- 데빌 메이 크라이 (패티)
- 베이비 루니툰 (베이비 페츄니아)
- 샤이닝 티어즈 x 윈드 (류우나)
- 유성의 록맨 트라이브 (히비키 미소라)
- 정령의 수호자 (니무카)
- 크게 휘두르며 (시노오카 치요)
- DARKER THAN BLACK -흑의 계약자- (인)
- 히다마리 스케치 (나츠메)

2008년
- MEG&MOG (모그)
- To LOVE -트러블- (금빛어둠)
- 게게게노키타로(제5작) (마나미)
- 날아라 호빵맨 (스케일)
- 노라미미2 (카부레로)
- 로자리오와 뱀파이어 (쿠로노 쿠루무)
- 로자리오와 뱀파이어 CAPU2 (쿠로노 쿠루무)
- 벚꽃사중주 (야리사쿠라 히메)
- 배틀스피리츠 : 소년 돌파바신 (나나린)
- 소울 이터 (에루카 프로그)
- 스트라이크 위치즈 (미야후지 요시카)
- 안젤리나 발레리나 (안젤리나)
- 야쿠시지 료코의 괴기 사건부 (카이즈카 사토미)
- 어떤 마술의 금서목록 (츠치미카도 마이카)
- 앨리슨과 리리아 (카를로)
- 월드 디스트럭션 세계박멸의 6인 (안)
- 히다마리 스케치x369 (나츠메)

2009년
- 강철의 연금술사 FULLMETAL ALCHEMIST (엘리시아 휴즈)
- 괴담레스토랑 (항아리 공주님)
- 도라에몽 (토모야, 로보비, 어린이)
- 배틀 스피리츠 : 소년돌파 바신 (학급위원, 세츠코)
- DARKER THAN BLACK -유성의 제미니- (인)
- 짱구는 못말려 (렌, 여성A)
- 코바토 (모리카와 유키노)
- 히다마리 스케치x369 특별편 (나츠메)

2010년
- 좀 더 To LOVE -트러블- (금빛어둠)
- 괴담레스토랑 (이케가미 카오리)
- 듀라라라 (미카지마 사키)
- 스트라이크 위치스2 (미야후지 요시카)
- 어떤 마술의 금서목록II (츠치미카도 마이카)
- 어떤 과학의 초전자포 (츠치미카도 마이카)
- 완소! 퍼펙트 반장 Second Collection (미무라 마코)
- 짱구는 못말려 (아이A)
- 크게 휘두르며 여름대회편 (시노오카 치요)
- 포켓몬스터 베스트 위시스 (지우의 수댕이)
- 하늘의 소리 (유미나)
- 히다마리 스케치×☆☆☆ (나츠메, 나카야마)
- 히다마리 스케치×☆☆☆ 특별편 (나츠메, 나카야마)

2011년
- BLOOD-C (모토에 노노, 모토에 네네)
- 나는 친구가 적다 (시구마 리카)
- 도라에몽 (투수)
- 마유비검첩 (코카게)
- 부르잖아요, 아자젤 씨. (모모냥)
- 쇼와 이야기 (야마자키 유코)
- 신의 인형 (쿠가 우타오)
- 울버린 (민)
- 짱구는 못말려 (여자아이)
- 포켓몬스터 베스트 위시스 (랑그레, 카밀레의 에몽가)

2012년
- Another (스기우라 타카코)
- To LOVE 트러블 다크니스 (금빛어둠)
- 걸즈 & 판처 (카도타니 안즈)
- 그래서 나는 H를 할 수 없다 (후쿠무네 이리아)
- 루니툰 (가서머)
- 스마일 프리큐어! (호시조라 미유키 / 큐어 해피)
- 산카레아 (바부)
- 수수께끼 그녀 X (츠바키 요코)
- 아르카나 패밀리아 -La storia della Arcana Famiglia- (엘모)
- 오다 노부나의 야망 (마에다 이누치요)
- 은혼' (사쿠라지마 치하루)
- 액셀 월드 (코발트 블레이드)
- 짱구는 못말려 (여자B, 오우치 카스요)
- 타마고치! 꿈 키라 드림 (유메미치)
- 탐험 드리랜드 (이리아)
- 포켓몬스터 베스트 위시스 시즌2 (지우의 수댕이)
- 황혼소녀 암네지아 (오코노기 모모에)
- 히다마리 스케치x허니콤 (나츠메)

2013년
- 나는 친구가 적다 2기 (시구마 리카)
- 논논비요리 (미야우치 히카게)
- 어떤 과학의 초전자포S (츠치미카도 마이카)
- 벚꽃사중주 꽃의 노래 (야리자쿠라 히메)
- 마오유우 마왕용사 (여자 마법사)
- 타마고치! 미라클 프렌즈 (유메미치)
- 혁명기 발브레이브  (노비 마리에)
- 히다마리 스케치 사에・히로 졸업편 (나츠메)

2014년
- GO GO 타마고치 (유메미치)
- M3 ~그 검은 강철~ (유즈키 마아무)
- 도라에몽 (누나)
- 드래곤콜렉션 (퍼피)
- 마지모지 루루모 (치로)
- 소년탐정 김전일R (우시오 미하루)
- 짱구는 못말려 (스태프)
- 포켓몬스터 XY (아리 공주)
- 해피니스 차지 프리큐어 (큐어해피)

2015년
- 듀라라라x2 (미카지마 사키)
- 마법소녀 리리컬 나노하 ViVid (코로나 티밀)
- 죠죠의 기묘한 모험 스타더스트 크루세이더즈 (이기)
- 창궁의 파프너 EXODUS (타테가미 세리)

2022년
- 포켓몬스터 2019 (지우의 수댕이)

2023년
- 포켓몬스터 노려라 포켓몬 마스터 (지우의 수댕이)

### OVA
- 나는 친구가 적다 OAD (시구마 리카)
- 나는 친구가 적다 애드온 디스크 (시구라 리카)
- 두근두근 메모리얼4 시작의 파인더 (오오쿠라 미야코)
- 데드걸즈 (루이즈)
- 스트라이크 위치즈 OVA (미야후지 요시카)
- 스트리트 파이터4 (카스가노 사쿠라)
- 벚꽃사중주 ~별의 바다~ (야리사쿠라 히메)
- 허니 허니 드롭스 (하기노 유즈루)
- AIKa R-16:VIRGIN MISSION (신카이 에리)
- AIKa ZERO (신카이 에리)
- DARKER THAN BLACK 유성의 제미니&흑의계약자 외전 (인)
- To LOVE -트러블- OVA (금빛어둠)

### 극장판 애니메이션
- 8월의 교향곡 (아이)
- 걸즈 앤 판처 최종장 제1화 (카도타니 안즈)
- 걸즈 앤 판처 최종장 제2화 (카도타니 안즈)
- 극장판 논노비요리: 베케이션
- 극장판 동물의 숲 (부케)
- 극장판 듀얼마스터즈 불꽃의 인연XX!! (렛피 아이니)
- 극장판 BLOOD-C The Last Dark (모토에 노노, 모토에 네네)
- 기동전사 건담 디 오리진 Ⅵ: 탄생 붉은 혜성
- 기동전사 건담 SEED FREEDOM (리델라드 트라돌)
- 도라에몽 극장판
  - 극장판 도라에몽: 진구의 공룡대탐험 (여자아이A)
  - 극장판 도라에몽: 진구의 마계 대모험 7인의 마법사 (배터)
- 쇼와이야기 극장판 (야마자키 유코)
- 스트라이크 위치스 극장판 (미야후지 요시카)
  - 스트라이크 위치스 극장판 501부대 발진합니다! (미야후지 요시카)
- 짱구는 못말려 극장판 13 - 전설을 부르는 부리나케 딱 3분 대진격 (프리티 미사에스)
- 창궁의 파프너 HEAVEN AND EARTH (타테가미 세리)
- 포켓몬스터 베스트위시 극장판
  - 포켓몬스터 베스트위시 극장판: 비크티니와 흑의 영웅 제크로무 (리크, 사철록 등)
  - 포켓몬스터 베스트위시 극장판: 비크티니와 백의 영웅 레시라무 (리크, 사철록 등)
  - 포켓몬스터 베스트위시 메로엣타의 반짝반짝 리사이틀 (수댕이)
- 프리큐어 극장판 시리즈 (호시조라 미유키 / 큐어해피)
  - 영화 프리큐어 올스타즈 New Stage 미래의 친구
  - 영화 스마일 프리큐어! 그림책 속은 모두 뒤죽박죽
- HELLS ANGELS (아마가네 린네)

### 웹 애니메이션
- 미소녀 전사 세일러문 크리스탈 (꼬마 세라)

### 외화더빙
- iCarly 시즌1 (프레드워드 벤슨)
- KILLER BEE (캐시디)
- CSI : 마이애미 7 (수잔) #18
- 조폭마누라2 (세리)
- 폭발! 듀크 (케이티)
- 냉전 (시우론)
- 리사루레기온 (캐시디 해리스)
- 브리트니의 일상탈출 (케일리)
- 사랑비 (황인숙(황보라))
- 오펀 블랙 (새라 매닝, 베스 차일즈, 엘리슨 핸드릭스, 코지마 헬레나, 카티야 오빙거, 레이첼, 다니엘 포니에, 아리안나 조르다노, 예니카 징글러)

### 게임
- etude prologue ~ 흔들리는 마음의 모양 ~ (하기와라 아사미)[3]
- D.C 다카포 PS2 (키류 카스미)
  - DCPS ~다카포~ 플러스 시츄에이션
  - D.C. Four Seasons ~다카포~ 포 시즌스
- To LOVE -트러블- (금빛어둠)
  - To LOVE -트러블- 두근두근! 해변학교
  - To LOVE -트러블- 두근두근! 여름학교
- 간다이치 선생님의 일본어 레슨 (치요쨩)
- 두근두근 메모리얼4 (오오쿠라 미야코,토끼인형)
- 레슬엔젤스 서바이버2 (코토부키 제로, 카구라 시온)
- 로자리오와 뱀파이어 (쿠로노 쿠루무)
  - 로자리오와 뱀파이어 사랑과 꿈의 협주곡
  - 로자리오와 뱀파이어 칠석의 미스 요카이학원
- 모두의 골프 포터블2 (메이)
- 무사시전2 블레이드마스터 (뮤로루, 뮤로레)
- 블랙캣 (이브)
  - 블랙캣 ~기계장치의 천사~
  - 블랙캣 ~검은 고양이의 협주곡~
- 빙쵸탄 행복달력 (치쿠린)
- 상황개시0% (츠키야먀 카구야)
- 소울이터 배틀 레조넌스 (에루카 프로그)
- 스타오션4 (레이미 사이온지)
  - 스타오션4 : 더 라스트 호프
  - 스타오션4 : 더 라스트 호프 인터내셔널
- 스트라이크 위치스 (미야후지 요시카)
  - 스트라이크 위치스 창공의 전격전 신대장 분투하다
  - 스트라이크 위치스 백은의 날개
  - 스트라이크 위치스 너와 할 수 있는 일 A Little Peaceful Days
  - 스트라이크 위치스2 치료하다・고치다・푸니푸니하다
- 스트리트 파이터 (카스가노 사쿠라)
  - 스트리트 파이터4
  - 슈퍼 스트리트 파이터4
  - 닌텐도 3DS 슈퍼 스트리트 파이터4 3D EDITION
- 스틸 프린세스 ~도적 황녀~ (쿠쿠리)
- 시문 ~봉인의 리머젼~ (아슈라)
- 아가레스트 전기 (리아 루아)
- 아이돌 작사 스치파이IV (카오루)
- 여름비 (시노오카 미사=사와다 나츠 명의)
- 완소! 퍼펙트 반장 MM 마이 베스트 프렌드! (미무라 마코)
- 원격수사 ~진실의 23일간 (칸자키 아카네)
- 유성의 록맨2 (히비키 미소라)
- 짱구는못말려DS 폭풍을 부르는 크레용 칠하기 대작전 (모네)
- 테일즈 오브 시리즈
  - 테일즈 오브 데스티니 (꽃파는 소녀)
  - 테일즈 오브 심포니아 -라타토스크의 기사- (아이샤)
- 트리거하트 에그제리카 엔한스드 (카르나)
- 하늘의 소리 ~소녀 오중주~ (유미나)
- 해결! 오사바키나 (오사와기 카렌)
- 나는 친구가 적다 POTABLE (시구마 리카)
- 터치, 하자! ~Love Application~ (시노노메 마유)
- 아마츠미소라니 PSP (이누가미 호노리)
- 형형색색의 세계 (니카이도우 신쿠=사와다 나츠명의)

### 라디오
- 미즈키 나나 스마일갱 - 미즈키 나나의 어시스턴트. (분카방송, 라디오 오사카)
- 라디오 로자리오와 뱀파이어 - 코야마 키미코와 공동진행. (인터넷 라디오, 2007년 12월 27일 - 2008년 3월 27일)
- 라디오 로자리오와 뱀파이어 CAPU2 - 코야마 키미코와 공동진행. (인터넷 라디오, 2008년 10월 23일 - 2009년 4월 23일)
- RADIO 아니메로믹스 - 카도와키 마이와 공동진행
- 스위치파이 라디오스테이션 해피PuPePo - 시미즈 아이와 공동진행
- 라디오 블랙캣 - 콘도 타카시와 공동진행
- DARKER THAN BLACK - 흑의 계약자 - 인터넷 라디오 스페셜 『25번째 별이 흐르기 전에』- 키우치 히데노부, 미즈키 나나와 공동 진행
- STB 사쿠라신마치 동네방송 - 카지 유우키와 공동진행
- 후쿠엔 미사토의 8월의 교향곡 - 단독진행
- DARKER THAN BLACK BACKSTAGE PASS - 키우치 히데노부와 공동진행[4]
- 후쿠엔 미사토와 하세가와 아키코의 매지컬 웨이브! - 하세가와 아키코와 공동진행
- 프리마지 라디오 - 하세가와 아키코, 시라이시 미노루와 공동진행
- 모바일 분카방송 쿠로지칸☆ - 마츠자키 아키코와 공동진행
- 501st JFW.OA 제501통합전투항공단 공식방송 - 세토 사오리와 공동진행
- BLOOD-C 웹라디오 'BLOOD-R' - 스즈키 타츠히사와 공동진행

### 드라마CD
- 게놈 (에루에루)
- 오빠와 나 - (미야시타 사쿠라)
- 토리코로 (나나세 야에)
- 사이좋은 공원2 (나나)
- 벚꽃사중주 드라마CD (야리자쿠라 히메)
- 블랙캣 드라마CD (이브)
- 허니x허니 드롭스 드라마CD (하기노 유즈루)
- 크라노아 시리즈 (츠키시마 시오리)
  - 크라노아 - Hello Again -
  - 크라노아 - Yesterday once more -
  - 크라노아 - Another girl -
  - 크라노아 - Blow up -
  - 크라노아 - Close to you -
  - 크라노아 - Cry no more,smile for me -
- 나는 친구가 적다 (시구마 리카)
- 장의사 리들 (샤르)
- 방언연애 제5권 카가와현, 후쿠시마현
- To LOVE -트러블- 드라마CD (금빛어둠)
- 로자리오와 뱀파이어 드라마CD (쿠로노 쿠루무)
- 해바라기 (아메미야 코스모스)
- Devil May Cry 드라마CD (패티)
- 해결! 오사바키나 (오사와기 카렌)
- 아이카 ZERO 드라마CD (신카이 에리)
- 코세르테르의 용술사 이야기 (타타)
- 스트라이크 위치스 드라마CD (미야후지 요시카)
- 마탐정 로키 드라마CD (엣쨩)
- 프리즘☆매지컬 오리지널 드라마CD (시오네)
- 진 여신전쟁Ⅲ -NOCTURNE (픽시)
- 자 사랑에 빠져 1~4 (사카시타 하즈무)
- BLUE BLACK BLUES (미키)
- 블루드롭 드라마CD Vol.2 (아미)
- 양의 노래 최종장 (에미)
- 레드가든 드라마CD (리즈 헤리엇 메이어)
- 러브히나 DVD - BOX 특전 드라마 CD (마에다 에마)
- 코르세아Ⅱ (카나레)

### 음악 CD

#### 캐릭터송
- 유성의 록맨 시리즈 보컬 앨범 '하트 웨이브' (히비키 미소라)[5]
- WHITE HEAT c/w '3센티멘탈' (코하루노 실크)[6]
- 신비한 별의 쌍둥이 공주님 프린세스 콜렉션 레인 '매일매일이 Brand New Day' (리오네)
- 스트라이크 위치스 (미야후지 요시카)
  - 스트라이크 위치스 1기 엔딩송 Bookmark a Head
  - 스트라이크 위치스 2기 엔딩송 Over Sky
  - 스트라이크 위치스 Hime Uta Collection 1 미야후지 요시카 & 사카모토 미오
  - 스트라이크 위치스 Hime Uta Collection 2 미야후지 요시카 & 리네트 비숍 & 페리느 클로스터만
- To LOVE -트러블- 캐릭터송 (금빛어둠)
  - To Love -트러블- Variety CD 그 두 번째
  - To Love -트러블- Variety CD 그 세 번째
  - 좀 더 To LOVE -트러블- 캐릭터송 CD2 유우키 미캉 & 금빛어둠
- 로자리오와 뱀파이어 캐릭터송 (쿠로노 쿠루무)
  - 로자리오와 뱀파이어 Character Song Vol.2 - 쿠로노 쿠루무
  - 로자리오와 뱀파이어 Character Song Vol.6 - 더 카푸 츄
  - 로지리오와 뱀파이어 CAPU2 Character Song Vol.3 - 쿠로노 쿠루무
  - 로지리오와 뱀파이어 CAPU2 Character Song Vol.7 - 더 카푸 츄
- 두근두근 메모리얼4 캐릭터송 (오오쿠라 미야코)
  - 두근두근 메모리얼4 Character Single BOX
  - 두근두근 메모리얼4 Vocal & Stories Vol.1

#### 개인 앨범
- 프로테인 미사토 (미니앨범)
- 스마하고 갸훙! special edition

#### 그룹 활동
- TAMAGO
  - 착신멜로디는 노래하지 않아
  - 3D HEART
  - 타마고 로믹스

### 무대출연(연극)
- 오토메 기획 쿠로지☆ 정기공연
  - 제1회 공연 부서진 장난감 (아리카)
  - 제2회 공연 룸메이트 (치에코)
  - 제3회 공연 CANDY LOVE
  - 제4회 공연 낭만 여배우
  - 제5회 공연 애니메이션 대국 일본
  - 제6회 공연 사쿠라저택의 세공주
  - 제7회 공연 내가 사랑했던 모험 (타나카 요우코)
  - 제8회 공연 킨토토
  - 제9회 공연 엔가와노쿠라게
  - 제10회 공연 이설 금병매
- 객원출연
  - SHOWBIZPLANNING 「더티·머니」
  - 연극집단 사이코패스 제7회 공연 「달려라 메로스」
  - K-GUN 「FREEBIRD ~ 쥬크박스의 추억 ~」(아이하라 미스즈)
  - 바람과 무지개의 크로니클 (아라이 마리코)
  - 극단 헤로헤로Q 컴퍼니 제22회 공연 「카라쿠리 유키노JOE 변화」 (린히메)
  - 연극집단스나치 번외공연「영양줄리」

### 기타
- 코마치TV (내레이션)
- 시도오메 스타일 (내레이션)
- 신이 마련해 준 장소 (내레이터)
- 8월의 교향곡 낭독CD
- 미즈키 나나 스마일갱 관련 서적
  - 미즈키 나나 스마일갱 1주년 기념 샷스1
  - 미즈키 나나 스마일갱 2주년 기념 샷스2
  - 미즈키 나나 스마일갱 3주년 기념 샷스3
  - 미즈키 나나 스마일갱 4주년 기념 샷스4
  - 미즈키 나나 스마일갱 5주년 기념 샷스F
- IWASAKI ELECTRIC 마스코트 캐릭터 (아이)
- ANGEL PARA BELLUM 엔젤 파라 벨룸+Voice (미츠루)